# Atle Antonsen
Atle Antonsen (* 11. August 1969 in Lillehammer) ist ein norwegischer Schauspieler, Komiker und Fernsehmoderator.

## Leben und Wirken
Atle Antonsen wuchs in Lillehammer auf und zog nach dem Abschluss des Theaterzweigs an der Volkshochschule Romerike nach Oslo. Dort wurde er in den Bereichen Theater und Kabarett als Schauspieler, Autor und Sänger tätig. Sein Theaterdebüt gab er 1989 in einer Theateraufführung von Ronja Räubertochter am Oslo Nye Teater. Ab 1993 arbeitete er auf der Bühne wiederholt mit Johan Golden zusammen. Sein Debüt als Stand-up-Comedian hatte Antonsen im Jahr 1994.
Sein TV-Debüt gab er im Jahr 1996, als er bei einer Aufzeichnung für ein Versteckte-Kamera-Format als Schauspieler fungierte. Er wirkte seitdem vor der Kamera in über 30 Film- und Fernsehproduktionen mit. Ab 1997 war er auch für das Radio tätig. Zusammen mit Golden, Espen Thoresen und Kristopher Schau erhielt er beim NRK die von 1998 bis 2000 laufende Radio- und TV-Shows XL und XLTV. Als Mitglied der Parodie-Band DDR coverte er norwegische Lieder, unter anderem der Band D.D.E., in deutscher Sprache. Die Band, bei der neben anderen auch Johan Golden Mitglied war, gab mehrere Alben heraus. Antonsen und Golden gründeten zudem die Partei Det Politiske Parti (deutsch Die Politische Partei), die bei der Parlamentswahl in Norwegen 2001 antrat.
Im Jahr 2000 moderierte Antonsen die TV-Show Mandagsklubben bei TVNorge und hatte im Film Get Ready to be Boyzvoiced sein Debüt als Filmschauspieler. Seinen größeren Durchbruch als Comedian hatte er schließlich im Jahr 2003, als er begann, mit Harald Eia und Bård Tufte Johansen in verschiedenen TV-Produktionen wie Uti vår hage und Team Antonsen zusammenzuarbeiten. In diesen und weiteren Produktionen führte er auch Regie und war als Drehbuchautor tätig. Beim Komiprisen wurde er 2004 als bester Stand-up-Comedian ausgezeichnet. Ab 2004 war er mehrfach als Synchronsprecher für Animationsfilme und Zeichentrickfilme tätig und lieh dabei unter anderem Homer Simpson in Die Simpsons – Der Film oder den Figuren in Die Unglaublichen – The Incredibles seine Stimme.
Im Jahr 2019 wurde er Gastgeber von Kongen befaler, der norwegischen Version der Spielshow Taskmaster. Im November 2022 wurde er von einer somalischstämmigen Autorin wegen angeblicher rassistischer Äußerungen und Bedrohungen angezeigt. Das Verfahren wurde aufgrund von Mangeln an Beweisen eingestellt. Nachdem er aufgrund des Vorfalls ein Jahr lang nicht für Kongen befaler tätig gewesen war, kehrte er im Jahr 2023 wieder zur Show zurück.
Antonsen ist verheiratet und hat mit seiner Frau zwei Söhne und eine Tochter.

## Auszeichnungen
Komiprisen
- 2004: Bester Stand-up-Comedian[8]
- 2007: Bester männlicher Künstler (Revue und Comedy)[9]
- 2008: Bester männlicher Künstler (Revue und Comedy)[10]
- 2012: Bester Künstler (Revue und Comedy)[11]

Gullruten
- 2006: Bester männlicher Schauspieler[12]

## Filmografie (Auswahl)
- 1998: Egil und Barbara
- 2003: 1-2-3 Forever
- 2005: Tommys Inferno
- 2005: Ein Wachhund für Mama
- 2011: King Curling – Blanke Nerven, dünnes Eis
- 2012: Fuck Up
- 2014: Doktor Proktors Pupspulver
- 2014: Einer nach dem anderen
- 2015: Doktor Proktors Zeitbadewanne
- 2016: Grand Hotel
- 2021: The Trip – Ein mörderisches Wochenende